# Heart-Shaped Box
"Heart-Shaped Box" is een nummer van de Amerikaanse grungeband Nirvana. Het nummer werd uitgebracht als eerste single van het derde en laatste studioalbum van de groep, In Utero, in 1993. 

## Hitlijsten
| Hitlijst (1993)                       | Positie |
| ------------------------------------- | ------- |
| Frankrijk                             | 37      |
| Nederland                             | 36      |
| Australië                             | 21      |
| Zweden                                | 16      |
| Finland                               | 14      |
| Nieuw-Zeeland                         | 9       |
| Finse Mitä hittiä                     | 6       |
| Ierland                               | 6       |
| UK Singles Chart                      | 5       |
| U.S. Billboard Mainstream Rock Tracks | 4       |
| U.S. Billboard Modern Rock Tracks     | 1       |

### NPO Radio 2 Top 2000
| Nummer met noteringen in de NPO Radio 2 Top 2000 | '15 | '16 | '17 | '18 | '19  | '20  | '21 | '22 | '23 | '24 |
| ------------------------------------------------ | --- | --- | --- | --- | ---- | ---- | --- | --- | --- | --- |
| Heart-Shaped Box                                 | 720 | 932 | 983 | 913 | 1019 | 1039 | 927 | 797 | 882 | 913 |

1. ↑  Een vetgedrukt getal geeft de hoogste notering aan.
2. ↑  2015 was het eerste jaar met een notering voor dit nummer.